# Tower Wharf

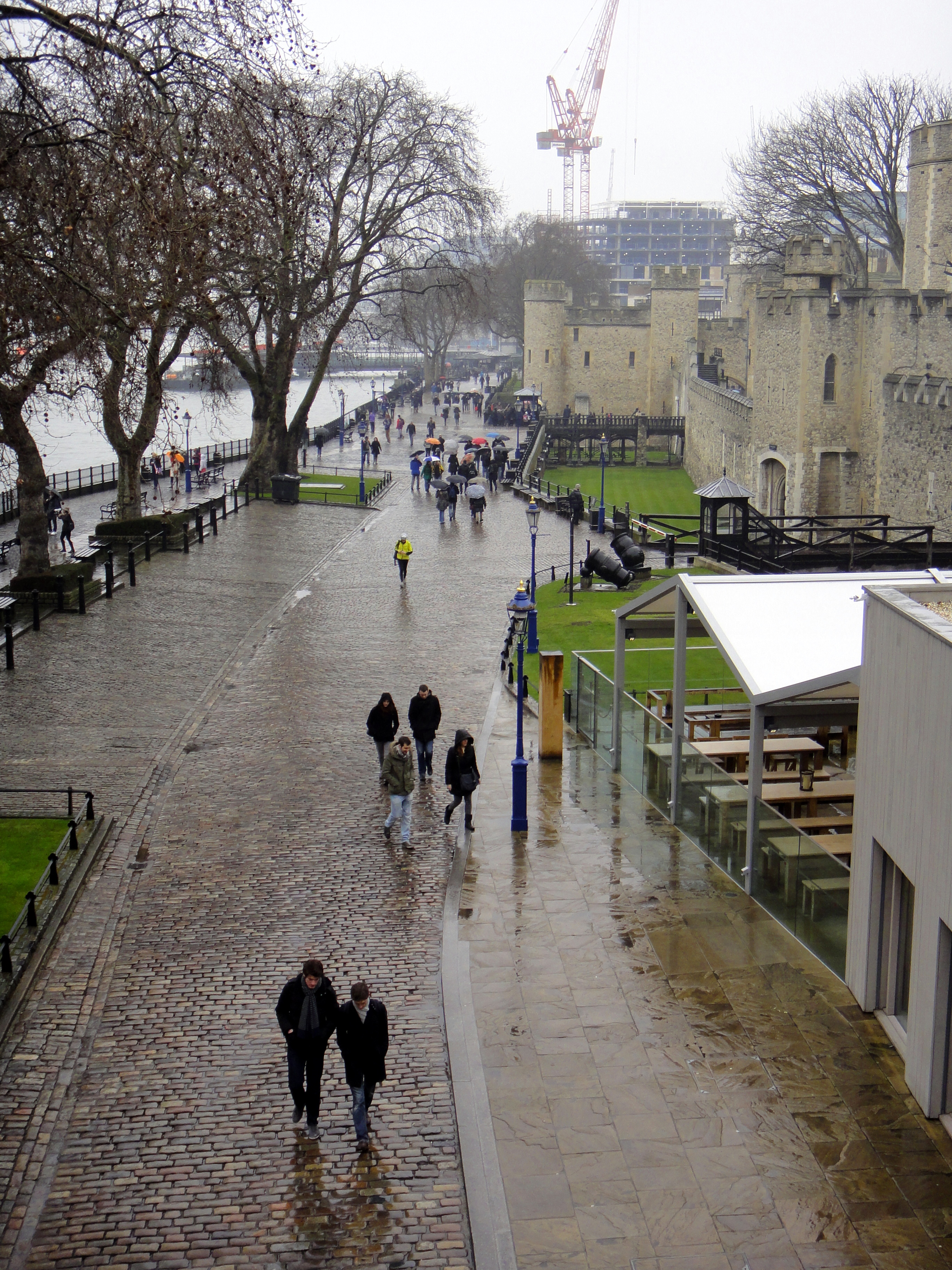
Tower Wharf, gesehen von Osten

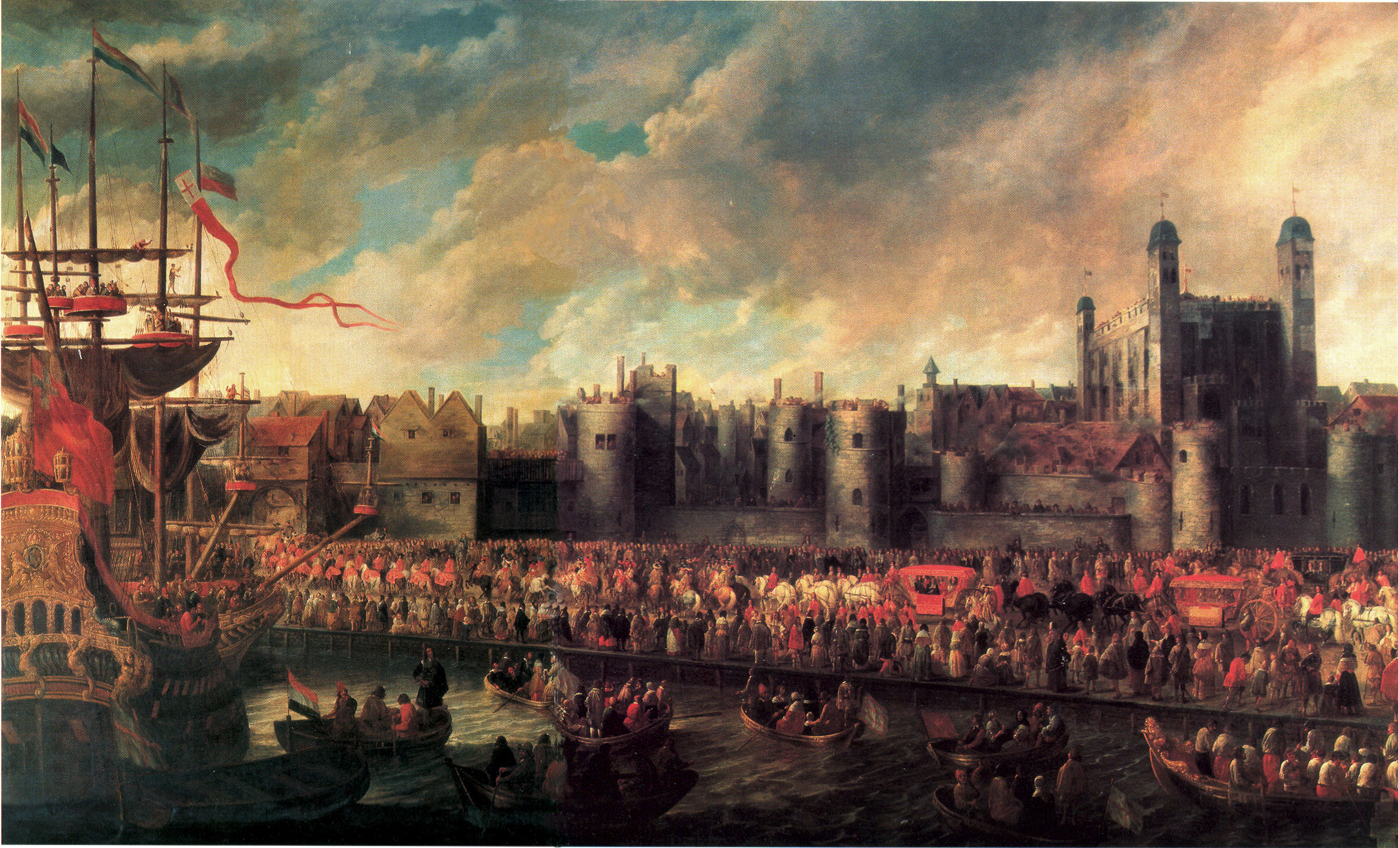
Menschenmenge auf der Tower Wharf auf einem Gemälde von François Duchatel, 1660

Die Tower Wharf ist ein ehemaliger Kai vor der Festung des Tower of London. Heute fungiert er als Fußweg zwischen Tower und Themse. Vom Kai aus feuert die Honourable Artillery Company an besonderen Ehrentagen, wie Geburtstagen der Königin, einen Salut.
Gebaut im 13. Jahrhundert und ausgebaut im 14. Jahrhundert unter Edward III., diente der Kai über Jahrhunderte als Anlegestelle für Transporte vom und zum Tower of London. Edward ließ ihn im Zuge des Hundertjährigen Krieges gegen Frankreich ausbauen. Der Tower war ein wichtiges Zentrum englischer Waffenproduktion und Sammelstelle für Waffen aus dem Rest Englands. Vom Tower aus wurden sie über die Tower Wharf auf Seeschiffe verladen und nach Frankreich gebracht.
Vor dem Bau des Kais floss die Themse an den Mauern des Towers entlang. Die älteren Mauerteile des Towers sind deshalb in ihren unteren Bereichen besonders gegen das Flusswasser geschützt. Dennoch kam es dazu, dass die Mauern vom Fluss unterspült wurden.
Elizabeth I. ließ die Wharf zwischen 1592 und 1602 erneuern und stärker auf repräsentative Zwecke ausrichten. Hier fanden das Anladen offizieller Besucher, der Empfang ausländischer Botschafter und die Besuche der Monarchen statt, wenn sie den Tower besuchten. Gefangene, die im Tower verwahrt wurden, fuhren durch ein Tor in der Wharf weiter zum Tor im St Thomas’s Tower.
Schiffstouren zum Tower liefen bis Ende des 20. Jahrhunderts über den Tower Pier, seit dem Anfang des 21. Jahrhunderts über den Tower Millenium Pier. 